# Chronologie des faits économiques et sociaux dans les années 1940
Chronologie de l'économie
Années 1930 - Années 1940 - Années 1950

## Événements
- 22 juillet 1944 : accords de Bretton Woods[1]. Création du FMI et de la Banque mondiale (BIRD). Les États-Unis imposent leur monnaie, seule capable de convertibilité en or.
- 1946-1973 : Trente Glorieuses, période de forte croissance économique (5 % par an en moyenne), un taux de chômage très faible et d'augmentation du niveau de vie des ménages (société de consommation) dans la grande majorité des pays développés ; développement de l’État-providence et des politiques économiques keynésiennes[2].

### Afrique
- 1940 : grève dans les mines de cuivre en Rhodésie du Nord[3].
- 1940-1945 :
  - l’Afrique du Nord, privée de moyens de transport, voit surgir de nouveau les transports nomades. Le blé circule à dos de chameau. Cette poussée contribue sans doute à rediffuser dans le Maghreb des épidémies, dont le typhus exanthématique[4].
  - augmentation de la production agricole quasi-générale en Afrique pendant la Seconde Guerre mondiale.
  - croissance de la production minière pendant la Seconde Guerre mondiale en Gold Coast (bauxite), au Nigeria (étain), en Sierra Leone, en Afrique du Sud, dans le Sud-Ouest africain et dans les deux Rhodésies (Rhodésie du Nord et Rhodésie du Sud).
- 1940-1958 : le Nigeria compte cinq syndicats avec 3 500 membres en 1940 ; ils sont 62 avec 21 000 membres en 1942, 273 avec 235 000 membres en 1958[5].
- 1941-1942 et 1947-1948 : série de grèves en Gold Coast[3].
- 1941-1944 : famine au Tanganyika[6].
- 30 janvier 1943 : accord tripartite Congo-États-Unis- Grande Bretagne pour l'exploitation des matières premières au Congo belge[7] ; il entraîne une forte croissance de la production minière au Congo belge (cuivre et uranium) et en Angola.
- 1944 : 
  - augmentation de la production agricole et baisse du prix des denrées au Congo belge.
  - recul de l’instruction en Algérie coloniale ; huit Arabes sur neuf sont illettrés, alors qu’en 1847 « l’instruction en arabe était assez générale, du moins en ce qui concerne lire, écrire et compter »[8].
- 25 décembre 1945 : création du franc CFA[9].
- 1945 :  grèves au Cameroun[10], au Congo belge[11] et en Rhodésie[12].  Émeutes agraires au Buganda (1945 et 1949)[13].
- 1945-1955 : phase de croissance et de diversification économique en Afrique de l’Ouest ; les exportations quadruplement en volume et la capacité d'importations est multipliée par six[14].
- 30 avril 1946 : création du FIDES (Fonds d’investissement et de développement économique et social des territoires d’outre-mer). Il lance en AOF un plan décennal de modernisation et d’équipement (1947-1957)[15].
- 1946 : grève des mineurs en Afrique du Sud[16].
- 1947-1948 : grèves massives en AOF, en Gold Coast, au Kenya, au Tanganyika et en Rhodésie du Sud[17].
- 1948 : 
  - création par le gouvernement de Clement Attlee du Colonial Development Corporation (CDC)[18].
  - émeutes et grèves à Zanzibar et à Bulawayo en Rhodésie du Sud[17]. Révolte à Lourenço Marques au Mozambique contre la vente des travailleurs autochtones à l’Afrique du Sud[19]. Répression.
- 1949 : émeutes et grèves en Côte d’Ivoire (Marche des femmes sur Grand-Bassam)[20], au Buganda et dans les mines de charbon d’Enugu au Nigeria[17]. Répression en Côte d’Ivoire et au Nigeria.
- 30 juillet 1949 : création de la Société des Pétroles d’Afrique Equatoriale Française[21].

- La Belgique favorise au Congo belge la création d’une classe « d’évolués » et procède à une certaine « indigénisation » de l’administration.

### Amérique
- 1940 : au Brésil 3 250 000 élèves fréquentent les établissements d’enseignement primaire, secondaire et supérieur[22]. Depuis 1918, le Brésil a reçu 100 000 émigrants allemands dont 30 000 dans le Rio Grande do Sul (18 000 s’y fixent définitivement)[23].
- 9 avril 1941, Brésil : création d’une grande entreprise métallurgique à Volta Redonda, la Companhia Siderúrgica Nacional[24].
- 1945-1955 : Le PIB de l’Amérique latine progresse de 4,7 % (Argentine 2,1 %, Pérou 4,8 %, Équateur 4,8 %, Brésil 5,7 %, Mexique 6,1 %). Avec un taux de croissance démographique de 2,7 %, le PIB par habitant ne progresse que de 2 % en dix ans[25].
- 1945 : la population du Guatemala, composée de 75 % de paysans et de 80 % d’Indiens parlant 19 langues, est analphabète à 72 % (90 % dans les régions indiennes)[25].
- 1946 : inauguration de la grande aciérie de Volta Redonda au Brésil. Elle permet au pays de développer une industrie automobile nationale[26].

### Asie et Pacifique
- 1940 :
  - en Inde, les Britanniques mettent en place une véritable économie de guerre qui va avoir des effets désastreux[27].
  - l’Indochine française produit 70 000 tonnes de caoutchouc (Sud du Vietnam, Cambodge) et exporte  1 500 000 tonnes de riz. La Société française des charbonnages du Tonkin extrait en 1939 environ 1,720 million de tonnes d’anthracite des mines à ciel ouvert d'Hongay[28].
- 1943 : Grande famine au Bengale. Entre 1,5 et 3 millions de victimes[29].
- 1943-1945 : le président Roosevelt autorise des crédits « prêt-bail » à l’Arabie saoudite pour maintenir le pays dans le camp allié (1943). Les experts américains prennent conscience du rôle stratégique des réserves pétrolières de l’Arabie saoudite dans l’économie mondiale[30]. Lors du pacte du Quincy, conclu pour 60 ans en 1945, Roosevelt et le roi Abdelaziz Ibn Sa’ud auraient échangé la protection américaine du régime saoudien contre accès garanti au pétrole. Le Moyen-Orient, qui produit 7,4 % du pétrole mondial en 1945, en produit 20,6 % en 1956[31].

- Après 1944 : en Australie, démobilisation des Black Diggers, soldats d’origine aborigène sans existence légale. Plusieurs milliers d’Aborigènes mobilisés pendant la guerre, qui ne touchaient qu’une part infime de la solde, sont privés de pension de guerre[32].
- 1945 : au lendemain de l’indépendance, la capacité de production de l’Indonésie représente moins de la moitié de celle de 1940. Le pays manque de cadres, tous les postes importants étant réservés aux Hollandais[33].
- 1945-1952 : occupation du Japon ; dissolution de l’armée et de la flotte, destruction des stocks de matériel militaire et des forteresses et arsenaux. Démembrement des zaibatsu (combinats industriels) de 1946 à 1949. Libéralisation de l'éducation. Promotion du syndicalisme pour améliorer le sort des travailleurs et favoriser l'apparition d'une classe moyenne. Réforme agraire scindant les grands domaines pour les redistribuer aux paysans sans terres en 1946[34].
- 1949 : l’industrie chinoise est ruinée. Des millions d'hectares de terres sont inutilisables à la suite de la destruction des systèmes d'irrigation. La Mandchourie a été pillée par les Russes en 1945-1946. Le réseau ferroviaire est pour une bonne part inutilisable. Des années d’inflation galopante ont eu raison de la monnaie, du système bancaire et du monde des affaires. Mais pour la première fois depuis 1911, un régime fort domine l’ensemble de la Chine. Il se propose de redresser le pays avec des méthodes mises à l’épreuve dans des zones limitées[35].

### Europe

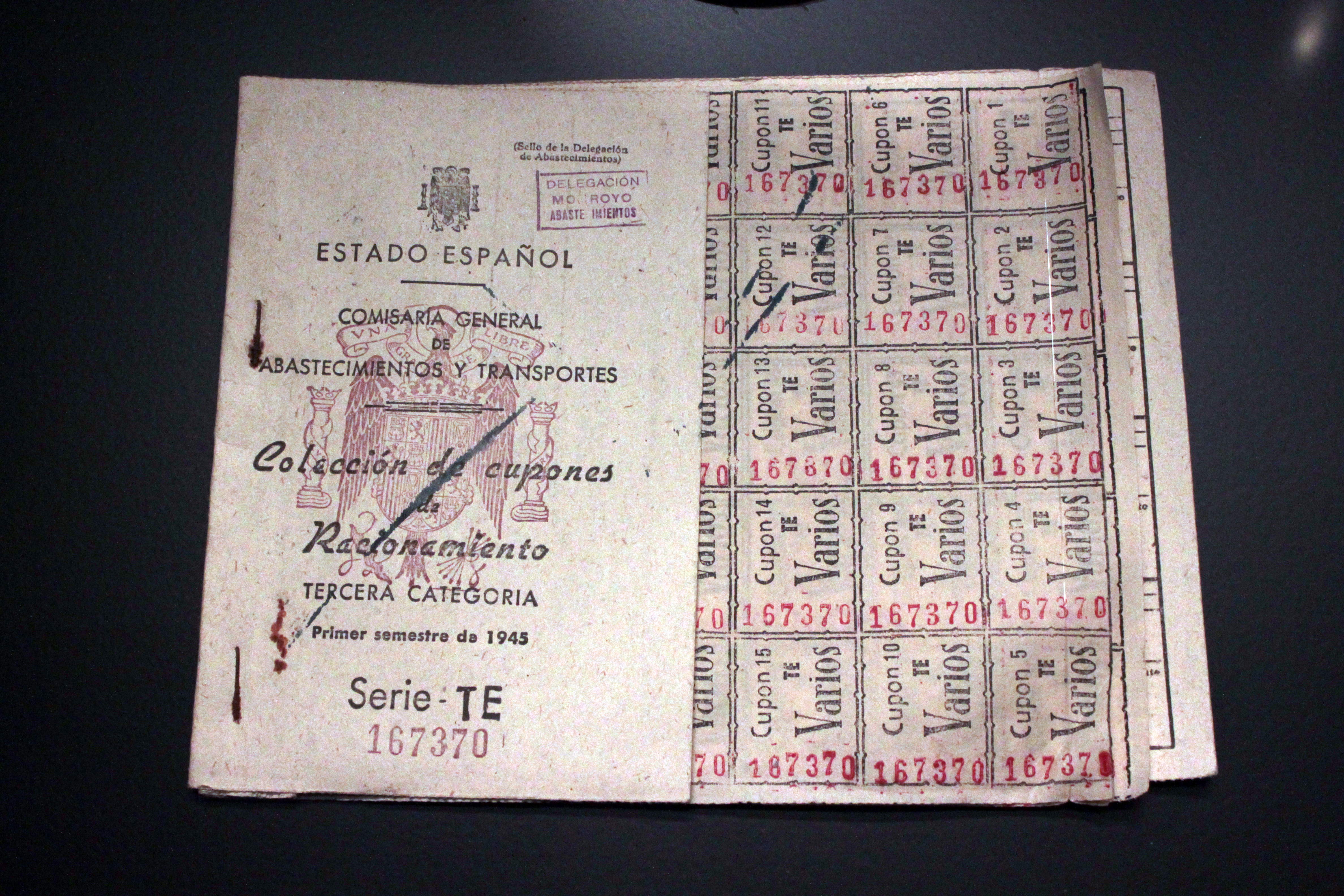
Carte de rationnement en Espagne en 1945.

- 1939-1951 : rationnement en Espagne[36] ; le pays est exsangue, dévasté par la guerre civile. Le régime franquiste pratique une politique d'autarcie, qui ouvre une période de misère générale, de pénurie et de famine (años de hambre). La population ne parvient pas à se nourrir suffisamment et le marché noir devient inévitable[37].

- 1941 : 140 000 Tchèques travaillent dans les usines allemandes et autrichiennes[38].

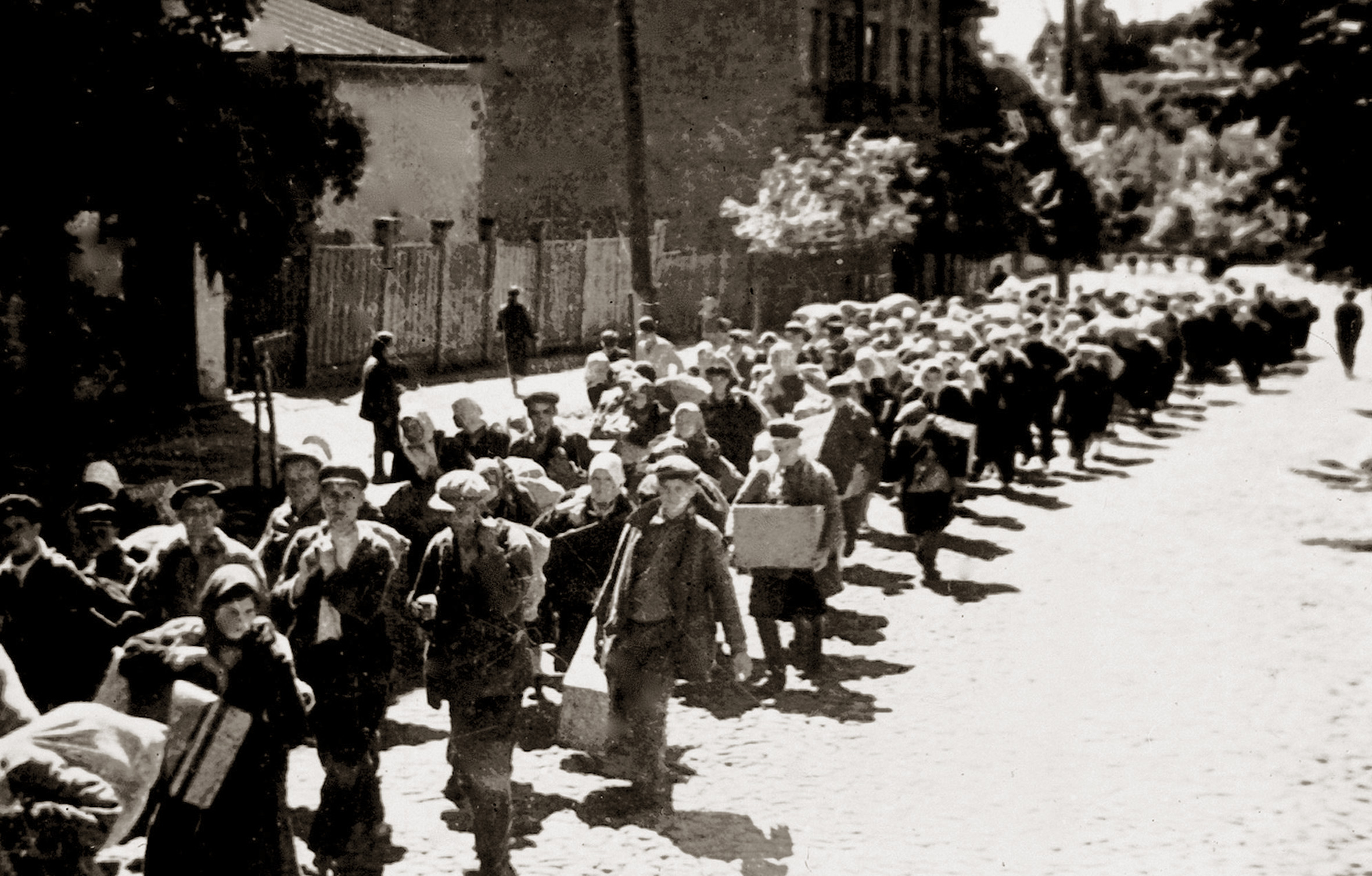
Des habitants de la région de Kiev (Ostarbeiter) marchent vers l'Allemagne.

- 21 mars 1942 : Fritz Sauckel est nommé « plénipotentiaire au recrutement et à l'emploi de la main-d’œuvre » chargé de coordonner et de renforcer l'emploi, volontaire ou forcé, des travailleurs étrangers originaires des territoires occupés par le troisième Reich. Pour soutenir l'effort de guerre, il doit réquisitionner 1,5 million d’ouvriers, puis 2 millions supplémentaires en septembre 1942. Un service du travail obligatoire (STO) est instauré en Belgique en octobre 1942 et en France en février 1943 ; environ 350 000 Belges et 700 000 Français sont envoyés en Allemagne. Dans l'Est de l’Europe, des centaines de milliers d'Ostarbeiter sont recrutés en Pologne, Russie et Ukraine, dont 2,5 millions de soldats soviétique pour travailler dans les usines allemandes[39].

- 1942-1951 : optimum des températures automnales en Europe centrale[40].

- 1945 : les conférences de Yalta et de Potsdam (juillet-août 1945) prévoient le démantèlement économique et militaire de l'Allemagne, soit la dissolution de toute forme de concentration industrielle : cartels, trusts, konzern, syndicats patronaux.  L'acte final de la conférence de Paris sur les réparations est signé le 21 décembre 1945 et rendu public le 5 janvier 1946. L'Agence interalliée des Réparations est créée et une liste de 1 626 usines à démonter est fixée[41].

- 1946-1947 : famine en URSS. La sécheresse cause une mauvaise récolte en Moldavie et en Ukraine. En septembre 1946, le gouvernement augmente brusquement le prix des denrées alimentaires de base rationnées, et 25 millions de personnes sont privées de produits rationnés. La famine consécutive aurait fait un million de victimes[42].
- 1er avril 1948 : début de la distribution de l’aide américaine dans le cadre du plan Marshall[43].

- L’Union soviétique est le plus touché des pays combattants avec 10,6 millions de soldats tués entre 1941 et 1946. La Russie d’Europe est en grande partie dévastée. 19,5 millions d’hommes et 7,1 millions de femmes sont morts pendant la guerre, soit 26,6 millions de personnes[44].

#### France
- 1938-1952 : la dette publique passe en francs constant de 420 milliards à 200 milliards, s'allégeant des deux tiers (de 96,5 à 33,6 % du PIB) ; c'est l'accélération de l'inflation après 1946 qui diminue la dette, qui passe brutalement de 183 % du PIB à 89,5 % de 1945 à 1946. Le PIB augmente de 30 à 35 % dans la période, tandis que les besoins en finances publiques augmentent de 40 %, passant pour le budget de 18 à 25 % du PIB. Lors de la phase la plus critique entre 1942 et 1945, les charges de trésorerie atteignent 72 % du PIB (1943), la dette publique 269 % du PIB (1944), les dépenses budgétaires 46,5 % du PIB (1945)[45].

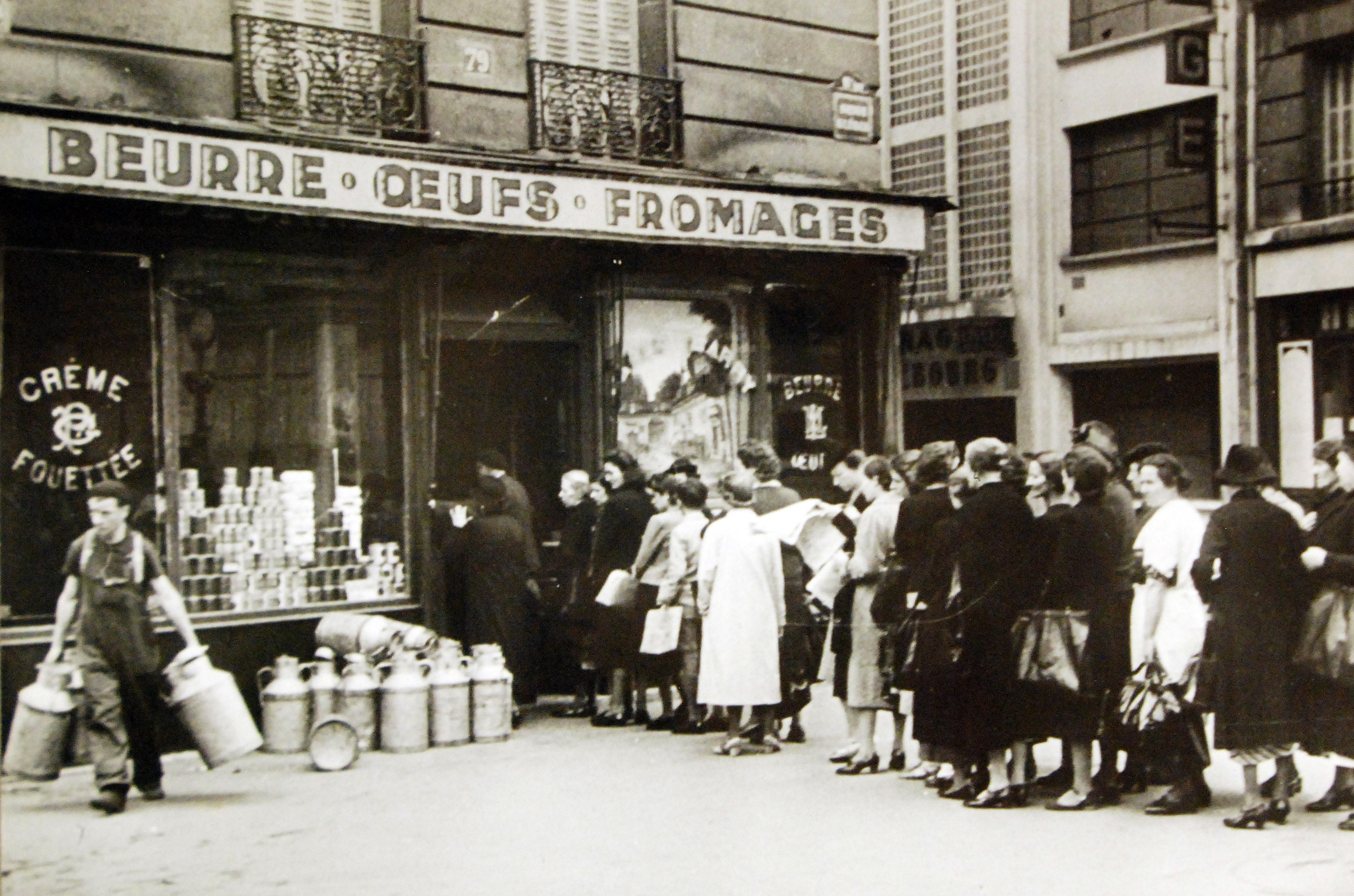
File d'attente devant un magasin de produits laitiers, avenue Kléber, Paris, 1940-43.

- 1940 : nouvelle dévaluation du franc[46].
- 1941 : 5 200 000 postes de radio[47].
- 1942 -1954 : apogée des températures printanières. Années de grands vins (1942, 1943, 1944, 1946, 1947) et de recul des glaciers dans les Alpes[48].

- 1944 : augmentations des salaires de 50 % pendant l'été, revalorisation des allocations familiales en octobre et blocage des prix à partir de novembre[49].

- 1944-1948 : période de forte inflation[45]. Le pouvoir d'achat des ménages baisse de 30 % en raison de l'inflation. La durée du travail passe de 40 à 45 heures hebdomadaire[50].
- 1945 : ordonnance fixant le contrôle des prix (30 juin 1946), ordonnances sur la Sécurité sociale, étendue à tous les salariés (octobre), institution quotient familial de l'impôt sur le revenu (décembre)[49].
- 26 décembre 1945 : ratification des accords de Bretton Woods et dévaluation du franc de 58 %[46].
- 1946 : la production de charbon retrouve son niveau d’avant guerre (47-49 millions de tonnes)[47] ; 56 500 tracteurs dont produits (305 000 en 1955)[47].
- 19 octobre 1946: adoption de la loi sur le statut général de la fonction publique[47].
- 1946-1947 : 720 000 élèves dans les établissements publics de second degré. 129 000 étudiants dans les universités[47].
- 1947 :
  - introduction d’un salaire minimum vital (31 mars 1947)[49].
  - vague de grèves[49].
  - scission au sein de la CGT ; formation de la CGT-Force Ouvrière (19 décembre 1947)[49].
  - la production industrielle atteint son niveau de 1938[50].
- 2 février 1948 : ouverture du marché de l'or destinée à freiner la thésaurisation de l'or. La contrebande sur l'or est si active que le cours de la pièce de 20 francs chute de 7 000 à 4 000 francs entre 1946 et 1948[51].
- 1948 :
  - plan Mayer d’assainissement financier adopté en janvier[52]. Il est composé d'un train de mesures économiques (dévaluation, blocage des billets de 5 000 francs[45] ; relèvement des salaires[53] ; libéralisation progressive du contrôle des prix[54] et du marché de l'or[55] ; accroissement du prix des matières premières industrielles dès le 1er janvier[52] ; hausse de 10 % des tarifs publics[56],[57] ; majoration de 40 % du prix du blé[58]) et fiscales (prélèvement exceptionnel de lutte contre l'inflation le 7 janvier, emprunt obligatoire[52],[59] ; diminution des dépenses publiques[60] ; amnistie fiscale[61] ; nouveaux impôts sur les ménages et les entreprises[62])[63]. Dévaluation du franc de 44 %[46]. La fiscalité s’accroît de près 410 milliards de francs pour faire face aux nouvelles dépenses de l’État. La nécessité de reconstruire le pays aboutit à un accroissement sans précédent des investissements publics, qui passent de 108 à 465 milliards de francs[52].
  - nouvelle vague de grèves dans la métallurgie, les mines du Nord-Pas-de-Calais et l'automobile (avril), les enseignants (juin), les fonctionnaires (juillet) ; après une accalmie en été, elles reprennent dans la métallurgie (27 août), l'aéronautique (15 septembre) et dans les mines (octobre-novembre)[64].

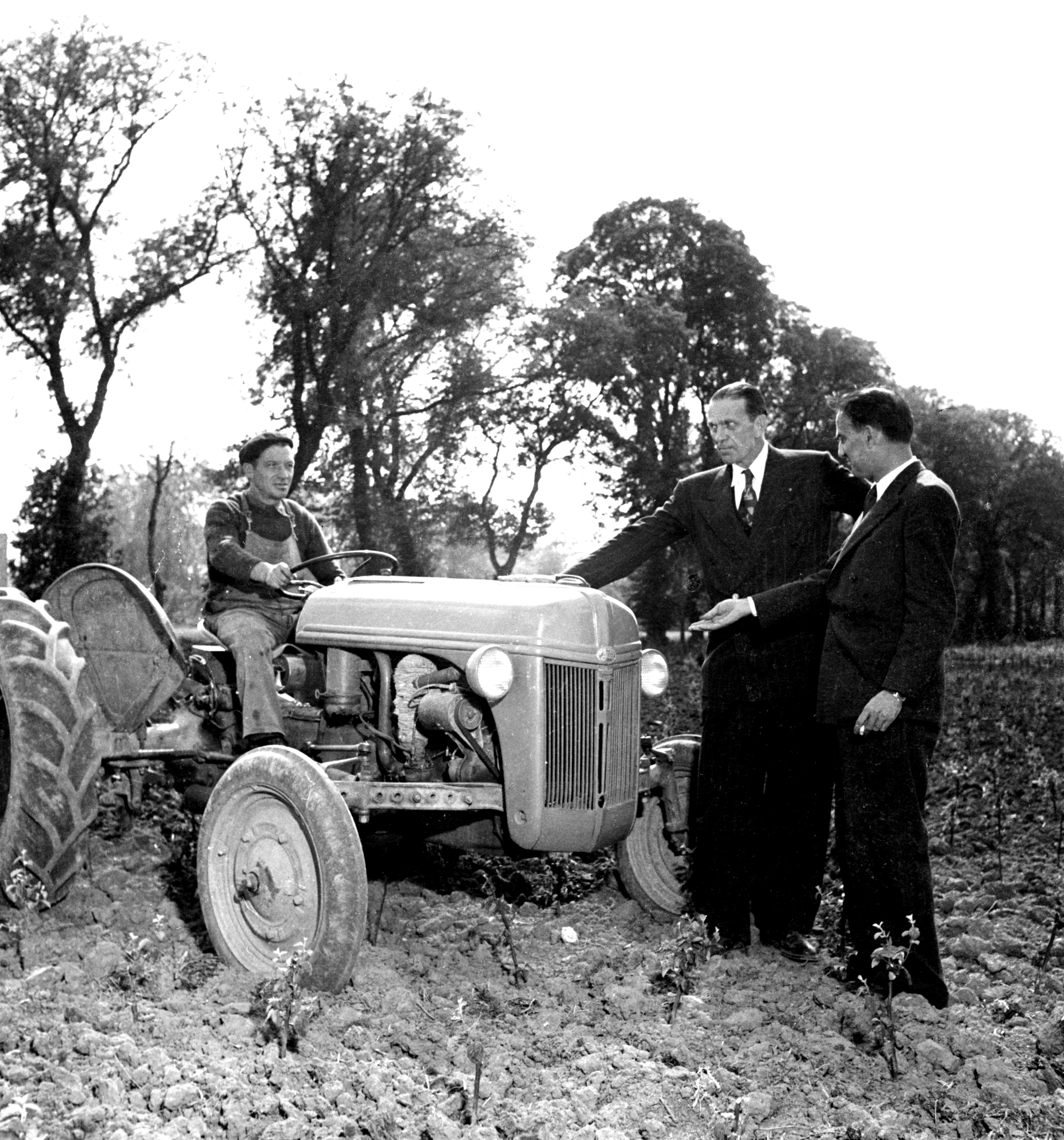
Tracteur financé par le Plan Marshall.

- 1948-1951 : dans le cadre du plan Marshall, la France reçoit une aide financière des États-Unis de 2,6 milliards de dollars, dont 80% sous forme de dons[65].
- 1949 :
  - les prestations sociales représentent 12,4 % des revenus bruts des ménages (4,3% en 1938)[66].
  - dévaluation du franc[46].
  - Le haut-commissariat au Ravitaillement est supprimé ; fin du rationnement institué en 1940 (30 novembre 1949)[67].

#### Royaume-Uni
- 1939-1945 : gel des loyers au taux de 1939 pour toute la durée du conflit. Déplacement massif de la population des villes vers les campagnes : 60 millions de personnes changent d’adresse entre 1939 et 1945[68].
- 1940-1942 : les sous-marins allemands coulent pour plus de 15 millions de tonnes de vaisseaux de marchandises dans l’Atlantique. Cela ne suffit pas à soumettre l’Angleterre à un blocus total[69].
- 1941-1942 : mise en place du « système Utility », qui rationne et normalise tous les articles de consommation courante, des vêtements au mobilier[68].
- 1942 : publication du rapport Beveridge sur la sécurité sociale au Royaume-Uni[70].
- 1943 : la production de fournitures de guerre absorbe 60 % du PNB. Le ministre du Travail Ernest Bevin recours à partir de décembre 1943 à la procédure de « conscription civile » qui permet d’affecter d’autorité 17 millions de travailleurs, dont 8 millions de femmes, dans les mines et les usines. Le financement de l’effort de guerre est assuré par l’impôt (le taux maximal de l’impôt sur le revenu atteint 97,5 %, les profits de guerre sont taxés à 100 %, des droits très lourds sont imposés sur l’alcool et le tabac), par le déficit budgétaire et par le recours à l’emprunt (8,4 milliards de £ de souscription, 5,4 empruntés aux États-Unis, 2,7 au Commonwealth)[71].
- 1944 : le ministère de l’Agriculture britannique accorde 215 millions de £ d’aide aux fermiers (+198 % en quatre ans)[71].

- 1945 : 

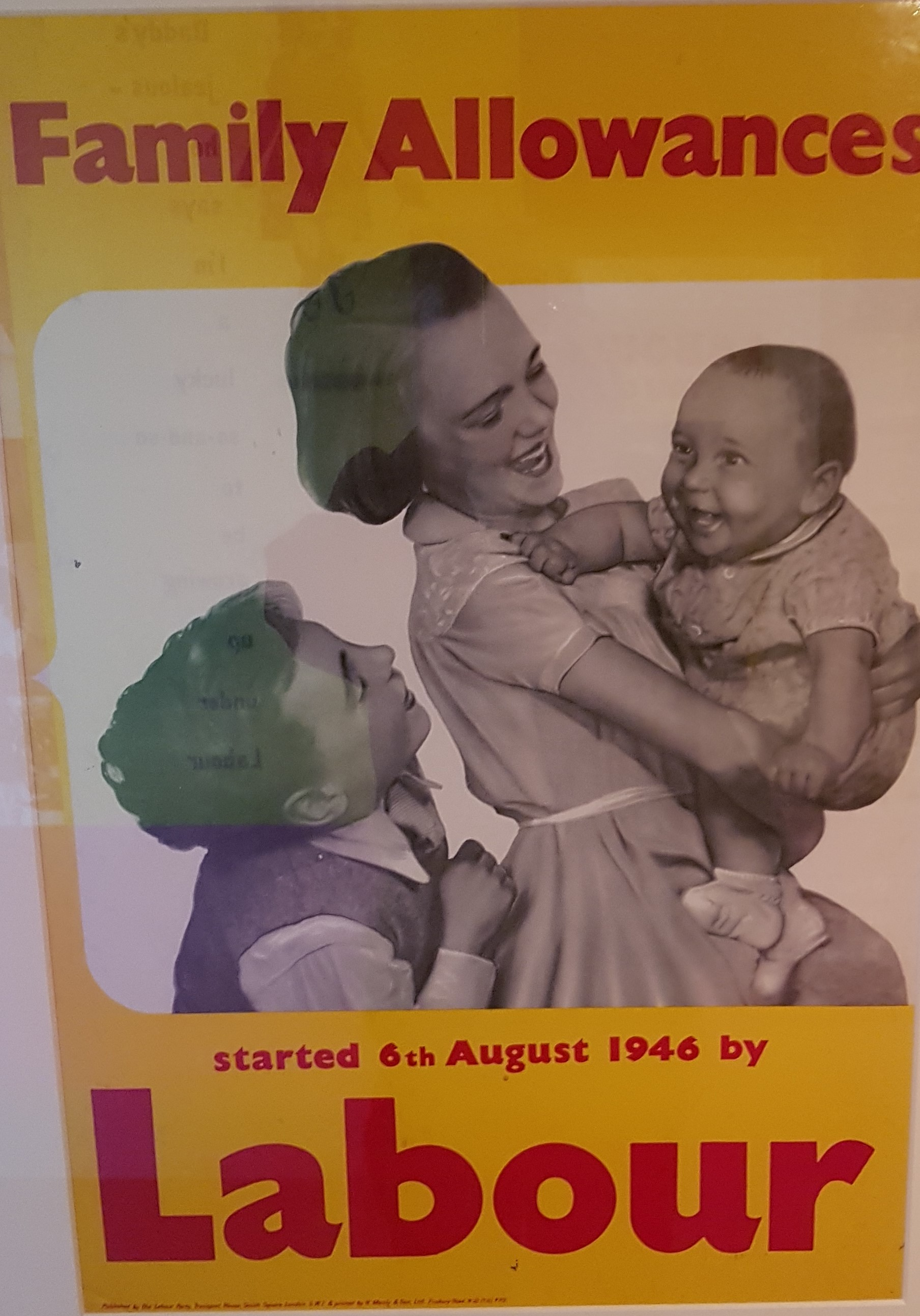
Affiche du parti travailliste pour les allocations familiales en 1946.

  - instauration d’un système d’allocations familiales par les conservateurs au début de l’année[71].
  - le Royaume-Uni aligne 5 millions de combattants, près de 5 000 navires et plus de 10 000 avions. Ses soldats sont présents en Europe, en Afrique, au Moyen-Orient et en Asie. La guerre a fait 400 000 victimes, dont 60 000 civils. L’effort de guerre a mis le pays au bord de la banqueroute (17 milliards de £ d’endettement total), mais l’économie britannique est en bien meilleur état que celles des autres belligérants européens, au troisième rang mondial derrière les États-Unis et le Canada[72].
- 26 juillet 1945 : avec l’arrivée au pouvoir de Clement Attlee, le programme travailliste (Let Us Face the Future) marque le Royaume-Uni d’après 1945[71]. La politique économique, d’inspiration keynésienne, donne le contrôle à l’État d’importants secteurs de l’activité. Les syndicats ouvriers (trade-unions) jouissent d’une force considérable. Ils poussent aux hausses de salaires et refusent les licenciements, alors que la productivité croit lentement et la compétitivité des produits britanniques se détériore. Pour financer les réformes, Keynes se rend à Washington en septembre 1945 et obtient un prêt de 3,75 milliards de $ sur cinquante ans au taux avantageux de 2 % après une période franche de cinq ans. En contrepartie, la Grande-Bretagne s’engage à ratifier les accords de Bretton Woods et restaurer dans un délai de douze mois la convertibilité du sterling en or[73].
- 1946 : important programme de nationalisations : nationalisation de la Banque d’Angleterre (14 février), des charbonnages (12 juillet), de l’aviation civile (14 août), des télécommunications (6 octobre) et des transports[74].
- 18 avril 1946 : loi sur le logement apportant l’aide de l’État aux programmes de reconstruction des collectivités locales[75]. 900 000 logements nouveaux sont construits entre 1947 et 1950.
- 6 août 1947[76] : Town and Country Planning Act, loi sur l’aménagement du territoire opérationnelle le 1er juillet 1948[77].
- 1948 :
  - nationalisation du réseau ferroviaire britannique ; création du British Railways[78].
  - lancement du plan Marshall ; l’économie britannique reçoit 1,9 milliard de $ au cours des deux premières années. La production industrielle se situe à 30 % au-dessus de son niveau d’avant-guerre, les exportations reprennent, réduisant le déficit de la balance des paiements à 120 millions de £ en 1948 (- 80 %)[79].
  - 392 millions de £ de subventions sont données aux agriculteurs britanniques[80].
- 18 septembre 1849 : nouvelle crise monétaire. Dévaluation de la livre sterling de 30,5 % pour rendre aux exportations leur compétitivité[81].

## Démographie
- 1940 : 19 653 552 habitants au Mexique[82].
- 1940-1950 : le Brésil passe de 41 millions à 52 millions d’habitants[83].
- Vers 1940-1950 : 50 000 Juifs au Caire, 25 000 à Alexandrie, et environ 15 000 autres à Ismaïlia, Port-Saïd, Damanhour.
- 1941 : recensement au Canada ; le pays compte 11 506 655 habitants[84].
- 1945 :
  - 26 millions d’habitants au Viêt Nam.
  - compte tenu des victimes de la guerre (six millions dont trois millions de Juifs) et des déplacements de population, la Pologne ne compte plus que 24 millions d’habitants contre 35 en 1939[85].
- 1947 : 
  - l’Australie compte 7,4 millions d’habitants, dont plus de 70 % sont originaires de Grande-Bretagne et d’Irlande. Six millions de migrants s’installent en Australie à partir de 1946.
  - 1,76 million d’habitants en Palestine mandataire, dont 1,2 million d’Arabes et 550 000 Juifs. La population arabe a doublé depuis 1922. À la fin de la période mandataire, les propriétés juives représentent 6,6 % de la superficie totale de la Palestine et environ 12 % de la surface agricole utile.